# Annalena Grätz
Annalena Grätz (* 22. März 1997 in Berlin) ist eine deutsche Volleyballspielerin.

## Karriere
Grätz begann ihre Karriere beim SC Potsdam. 2012 ging sie zum VC Olympia Berlin. Mit der Nachwuchsmannschaft spielte sie zunächst in der Zweiten Liga Nord und in der Saison 2014/15 in der ersten Bundesliga. Außerdem kam sie in der deutschen Juniorennationalmannschaft zum Einsatz. 2015 wechselte die Außenangreiferin zum Bundesligisten Köpenicker SC. Mit dem Verein erreichte sie in der Saison 2015/16 als Tabellenachte das Playoff-Viertelfinale. Ein Jahr später unterlag Köpenick in den Pre-Playoffs und zog nach der Saison die Mannschaft zurück. Grätz wechselte 2017 zum Ligakonkurrenten Schwarz-Weiss Erfurt. Seit 2018 spielt sie wieder in der Zweiten Liga Nord, zunächst beim VT Hamburg und seit 2019 beim BBSC Berlin.
Grätz spielte mit wechselnden Partnerinnen einige Nachwuchsturniere im Beachvolleyball.